# Bessie Davidson
Bessie Davidson (* 22. Mai 1879 in Adelaide; † 2. Februar 1965 in Paris) war eine australische Künstlerin.

## Leben
Bessie Davidson stammte aus einer schottischen Familie, die nach Australien ausgewandert war. Sie erhielt bei Margaret Preston ihre erste künstlerische Ausbildung. 1903 konnte sie mit ihrer Lehrmeisterin nach Europa fahren, wo sie zuerst in München und später in Paris arbeitete. Sie wurde Schülerin von René Prinet und war mit der Bildhauerin Germaine Desgranges befreundet. Ihr eigenes Malatelier richtete sie an der Rue Boissonade in Paris ein. Sie schloss sich dem Künstlerkreis von Maurice Denis, Albert Besnard, George Desvallières, Jacques-Émile Blanche und Lucien Simon an.
Während des Ersten Weltkriegs leistete sie Hilfsdienst beim französischen Roten Kreuz. Dabei lernte sie Marguerite Leroy kennen, ihre Mäzenin und Lebenspartnerin.
Als Künstlerin wurde sie in Paris rasch bekannt. Im Jahr 1918 erhielt sie den staatlichen Auftrag zu einem Gemälde für die Offiziersmesse des Schlachtschiffs Bretagne.
Von 1932 bis 1936 war sie Vizepräsidentin des Künstlerinnenvereins Société des femmes artistes modernes. Die Künstlerin stellte ihre Werke gemeinsam mit verschiedenen Berufskolleginnen an diversen Salonausstellungen in Frankreich aus und konnte ihre Werke  auch auf Ausstellungen in Australien zeigen. Sie war selbst Mitgründerin des Salon des Tuileries und Komiteemitglied der Société nationale des beaux-arts. Im Zweiten Weltkrieg lebte sie in Grenoble.
1931 wurde sie in die Ehrenlegion aufgenommen.